# سرود ملی زیمبابوه
سرزمین زیمبابوه خجسته باد (به انگلیسی: Blessed be the Land of Zimbabwe) سرود ملی کشور زیمبابوه است. این سرود در مارس ۱۹۹۴ و در پی یک مسابقه کشوری به عنوان سرود ملی برگزیده شد تا جای سرود پیشین که سرودی ویژه کشور زیمبابوه به‌شمار نمی‌آمد را بگیرد. متن سرود ملی زیمبابوه توسط پروفسور سالومون موتسوایرو نوشته شده و آهنگ آن ساخته فرد گانگوآندگا است.

## متن
| متن انگلیسی Oh lift high the banner, the flag of Zimbabwe The symbol of freedom proclaiming victory; We praise our heroes' sacrifice, And vow to keep our land from foes; And may the Almighty protect and bless our land. Oh lovely Zimbabwe, so wondrously adorned With mountains, and rivers cascading, flowing free; May rain abound, and fertile fields; May we be fed, our labour blessed; And may the Almighty protect and bless our land. Oh God, we beseech Thee to bless our native land; The land of our fathers bestowed upon us all; From Zambezi to Limpopo May leaders be exemplary; And may the Almighty protect and bless our land. | برگردان فارسی پرچم را در بلندا برفراز، بیرق زیمبابوه را نماد آزادی، آوازه‌گر پیروزی. ایثار قهرمانانمان را می‌ستاییم و پیمان می‌بندیم که سرزمینمان را از دشمنان پاس داریم باشد که خداوند سرزمین ما را نگاه داشته، خجسته دارد ای زیمبابوه دوست‌داشتنی، چه شگفت است آراستگی تو کوهستان‌هایت، و رودهایی که آزاد و رها سرازیرند ای باران ببار و زمین‌های پربار را سیراب گردان رزق و روزی ما فراهم باد، و دسترنج‌مان پربرکت باشد که خداوند سرزمین ما را نگاه داشته، خجسته دارد ای ایزد، از تو استدعا داریم که زادبوم ما را خجسته داری سرزمین پدران ما که به همه ما ارزانی داشته شده‌است از زامبزی تا لیمپوپو باشد که رهبران سرمشق دیگران باشند و باشد که خداوند سرزمین ما را نگاه داشته، خجسته دارد |